# Estádio Nacional de Ombaka
Estádio Nacional de Ombaka je multifunkční stadion v Benguele v Angole. Byl dokončen v roce 2010. Stadion byl používán pro fotbalové zápasy v soutěži Africký pohár národů 2010. Stadion má kapacitu pro 35 000 lidí.